# Lepidi
Els lepidis o morritorts (Lepidium) formen un gènere de plantes amb flors dins la família brassicàcia. Consta d'unes 175 espècies de distribució subcosmopolita. Algunes espècies formen barrelles (esferes portades pel vent).

## Espècies autòctones als Països Catalans
A la vegetació dels Països Catalans són autòctones les espècies següents:
- Lepidium perfoliatum
- Lepidium draba - Bàbol
- Lepidium campestre
- Lepidium hirtum
- Lepidium heterophyllum
- Lepidium villarsii
- Lepidium latifolium
- Lepidium subulatum
- Lepidium spinosum
- Lepidium sativum - Morritort (ver)
- Lepidium graminifolium
- Lepidium ruderale
- Lepidium virginicum- D'Amèrica del Nord esdevingut subcosmopolita

## Algunes espècies
- Lepidium africanum
- Lepidium amelum
- Lepidium biplicatum
- Lepidium bonariense -
- Lepidium campestre -
- Lepidium catapycnon
- Lepidium densiflorum -
- Lepidium desvauxii -
- Lepidium dictyotum
- Lepidium didymum
- Lepidium draba -
- Lepidium drummondii
- Lepidium echinatum
- Lepidium ecuadoriense
- Lepidium englerianum
- Lepidium fasciculatum -
- Lepidium flavum
- Lepidium flexicaule
- Lepidium foliosum -
- Lepidium fremontii -
- Lepidium genistoides
- Lepidium ginninderrense
- Lepidium graminifolium
- Lepidium howei-insulae
- Lepidium hypenantion

- Lepidium hyssopifolium
- Lepidium heterophyllum -
- Lepidium jaredii -
- Lepidium latifolium -
- Lepidium latipes
- Lepidium lyratogynum
- Lepidium merrallii
- Lepidium meyenii -
- Lepidium monoplocoides -
- Lepidium montanum -
- Lepidium nitidum -
- Lepidium oblongum
- Lepidium oxycarpum -
- Lepidium oxytrichum
- Lepidium papilliferum -
- Lepidium papillosum -
- Lepidium pedicellosum
- Lepidium peregrinum
- Lepidium perfoliatum
- Lepidium phlebopetalum
- Lepidium pholidogynum
- Lepidium pinnatifidum
- Lepidium platypetalum -

- Lepidium pseudohyssopifolium
- Lepidium pseudoruderale
- Lepidium pseudotasmanicum
- Lepidium puberulum
- Lepidium quitense
- Lepidium rotundum -
- Lepidium ruderale -

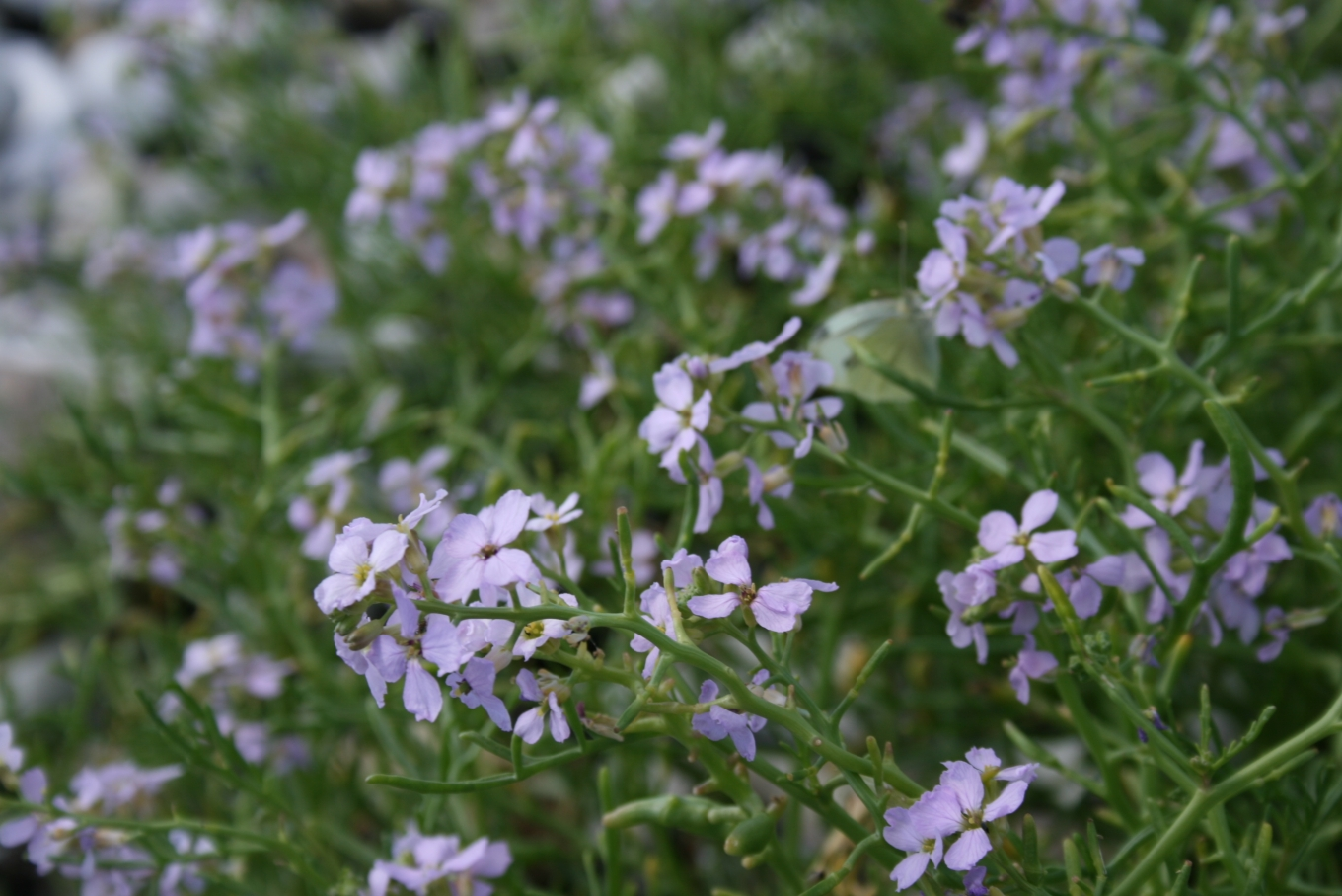
Lepidium latifolium

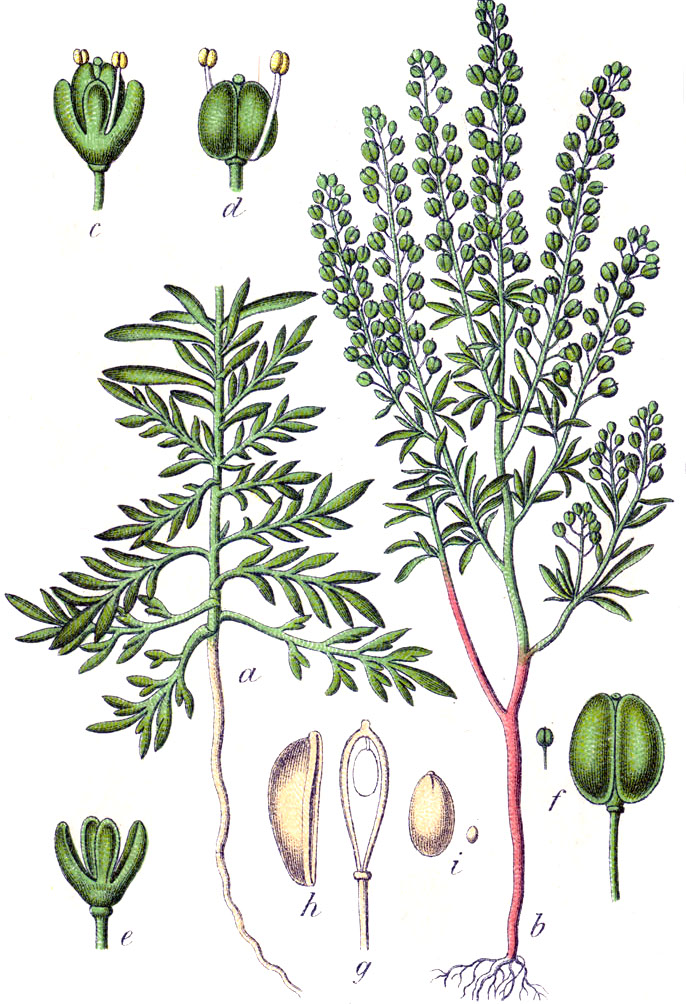
Lepidium ruderale

- Lepidium oleraceum - Herba contra l'escorbut de Cook (quasi extint)
- Lepidium sagittulatum
- Lepidium scandens
- Lepidium squamatum
- Lepidium strictum
- Lepidium sativum -
- Lepidium thurberi -
- Lepidium virginicum -
- Lepidium xylodes